# ジョルジュ＝ルイ・ルクレール・ド・ビュフォン

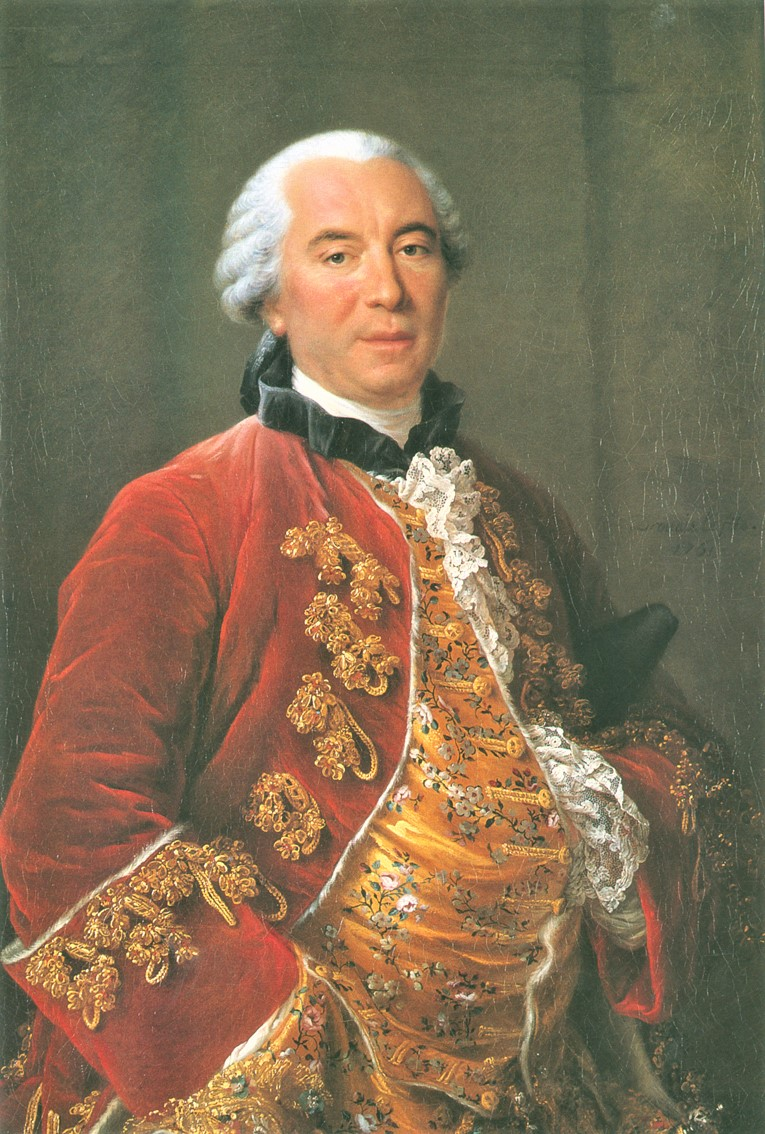
ビュフォン伯の肖像画

ビュフォン伯ジョルジュ＝ルイ・ルクレール（Georges-Louis Leclerc, Comte de Buffon, 1707年9月7日 - 1788年4月16日）は、フランスの博物学者、数学者、植物学者である。

## 人物・生涯
ビュフォンはモンバールのコート・ドールに生まれた。父親はディジョンとモンバールの官吏であった。
彼ははじめ数学の分野で有名になり、確率論の分野に、微分や積分の概念を導入した。スイスの数学者ガブリエル・クラメールと手紙のやり取りをした。モンテカルロ法のルーツとなった「ビュフォンの針」の問題で知られる。
パリに出て、ヴォルテールらの知識人と交流し、27歳でフランス科学アカデミーに入会した。1739年、32歳の時、海洋大臣J.-F.-P.・ド・モーレパの後援により、王立植物園（現在のパリ植物園）とその一部である博物館の管理人に任命された。ビュフォンが園長を務める間に、パリ植物園は王の庭園から研究機関、博物館、公園に変え、多くの世界中の植物を集めた。1740年にロンドン王立協会のフェローに選出された。1773年には、伯爵に叙任された。
ビュフォンは、『一般と個別の博物誌　Histoire naturelle, generale et particuliere』の著者として著名である。ビュフォンは、1749年から1778年までの間、この著作に精力的に取り組み、1日12時間も作業したが、死去するまでに出版できたのは、予定されていた全50巻のうちの36巻にとどまった。
1749年から1767年にかけて、ルイ・J・M・ドーベントンをはじめとする数名の協力者のもと最初の15巻が刊行された。続く7巻は、1774年から1789年にかけて編纂され、最も著名な『自然の諸時期（ Époques de la nature）』(1778年)は、その第5巻に収録された。その後、鳥類に関する9巻(1770年から1783年)、鉱物に関する5巻(1783年から1788年)が刊行された。ビュフォンは、1788年4月16日パリで死去。ビュフォン没後、ラセペードによって編纂された、爬虫類、魚類、鯨類を扱った8巻が刊行された。
『博物誌』の中の1778年に刊行された『自然の諸時期 Les Epoques la Nature』の巻では、太陽系の起源について考察し、ビュフォンは惑星は、太陽に彗星が衝突して形成されたという説を述べた。また地球の年齢を鉄の冷却率から75,000年だと推定した。これは、17世紀のアイルランドの司教ジェームズ・アッシャーが、聖書の記述をもとに天地創造までの時間を計算して求めた、地球の起源が紀元前4004年に始まるという説を否定するものであった。ノアの洪水伝説があったことも否定したが、自らが無神論者であることは否定した。
これはベストセラーとなり、博物学や科学思想の発展に影響を及ばした。